# Melaloncha piliapex
Melaloncha piliapex är en tvåvingeart som beskrevs av Borgmeier 1938. Melaloncha piliapex ingår i släktet Melaloncha och familjen puckelflugor. Inga underarter finns listade i Catalogue of Life.